# Miguel de Arruda
Miguel de Arruda (data de nascimento desconhecida — 1563) foi um arquiteto e engenheiro militar português.
Na sua obra inicial encontramos alguns dos primeiros casos exemplares da afirmação do novo gosto renascentista em território nacional (Igreja da Graça, Évora; igreja do Convento do Bom Jesus de Valverde; etc.). Iria também destacar-se enquanto arquiteto/engenheiro militar (Forte de S. Julião da Barra; etc.) e desempenhar um papel de relevo na inflexão maneirista de meados do século XVI, em particular na afirmação do estilo chão (Igreja da Misericórdia de Santarém; etc.) .

## Biografia / Obra

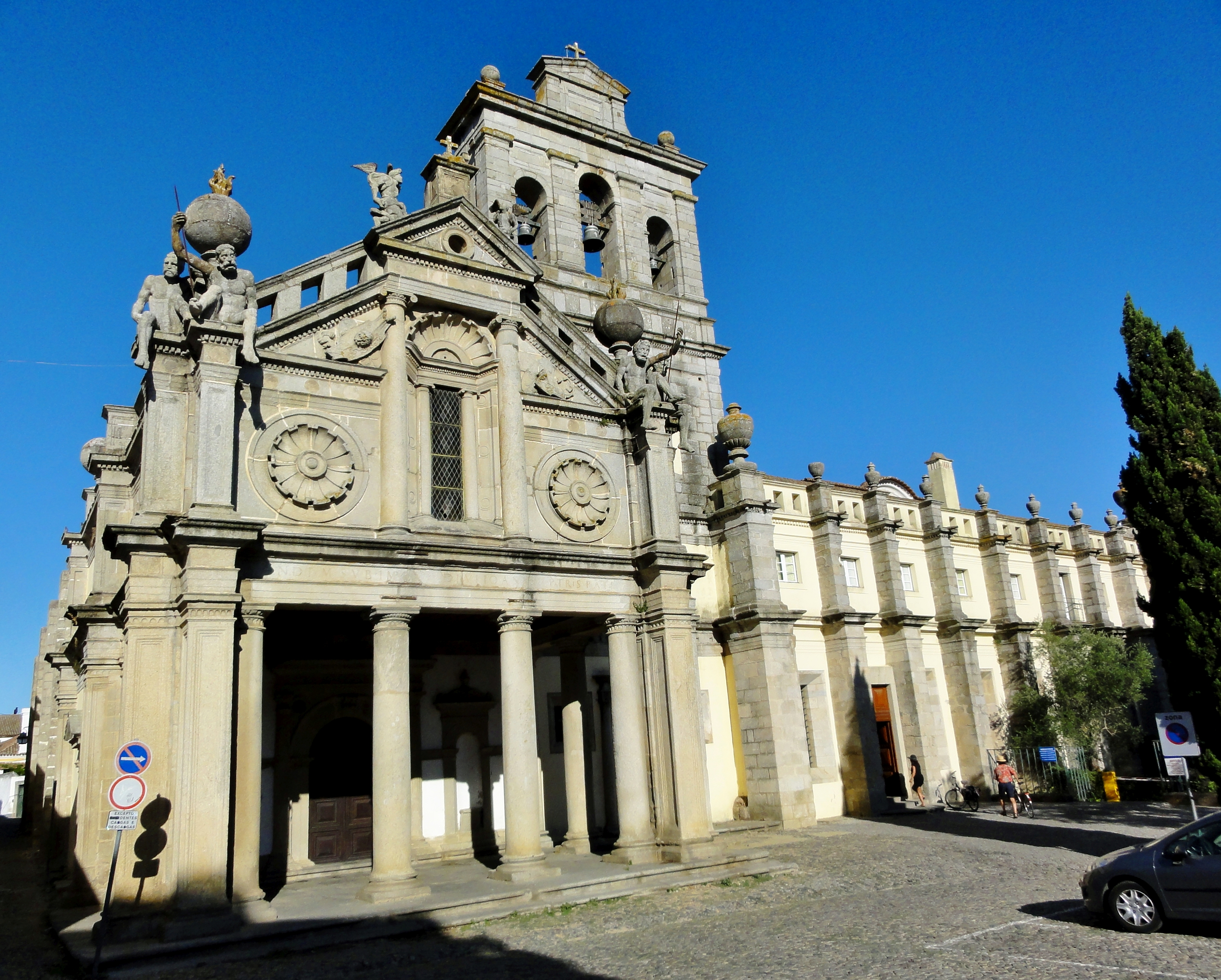
Convento da Graça, Évora

Filho de Francisco de Arruda e sobrinho de Diogo de Arruda, Miguel de Arruda nasceu no seio de uma família com expressiva linhagem de engenharia militar. Ganhou especialização e fama no aprendizado com o pai e no contacto com Benedetto da Ravenna, engenheiro de Carlos V (Carlos I de Espanha). Em 1533 foi ordenado arquiteto do Mosteiro da Batalha por D. João III, sendo responsável pela varanda renascentista das Capelas Imperfeitas. 
Foi autor da Igreja da Graça (Évora) (Classificado como Monumento Nacional, 1910), cujas fachada e capela-mor integram esculturas atribuídas a Nicolau Chanterene (a construção do templo estaria bastante avançada em 1540). Os volumes recortados em granito desta igreja "reúnem elementos renascentistas e maneiristas, que refletem o ambiente humanista que então se vivia em Évora, revelando simultaneamente, a importância capital desta obra no panorama artístico nacional, por ter desempenhado um papel primordial na adesão do gosto régio à arquitetura do humanismo".
De acordo com a atribuição de Reinaldo dos Santos e, mais recentemente, de Manuel Branco (comprovada documentalmente por este último em 1988-1993), Miguel de Arruda foi autor da igreja do Convento do Bom Jesus de Valverde, perto de Évora (1543-1544). Rodeada por outras edificações, esta pequena igreja mal se vê do exterior. Trata-se de um espaço simultaneamente minúsculo e monumental, cujo traçado, baseado numa rede de quadrados, parece obedecer a uma intenção matemática em que Paulo Pereira identifica a possível influência do tratado do sienense Francesco di Giorgio; "No interior, obtém-se uma infinidade de soluções perspéticas e uma combinatória espacial de grande apuro geométrico". O edifício é constituído pela articulação de cinco octógonos e utilização de cúpulas, sendo considerado por Vítor Serrão como uma das "joias do nosso classicismo experimental". A rapidez da construção (ultimada por Manuel Pires, mestre-de-obras do Cardeal D. Henrique), "permitiu preservar melhor o facies do risco de Arruda, tão elegante, cuidado e singular na sua microarquitectura quase florentina para eleitos".

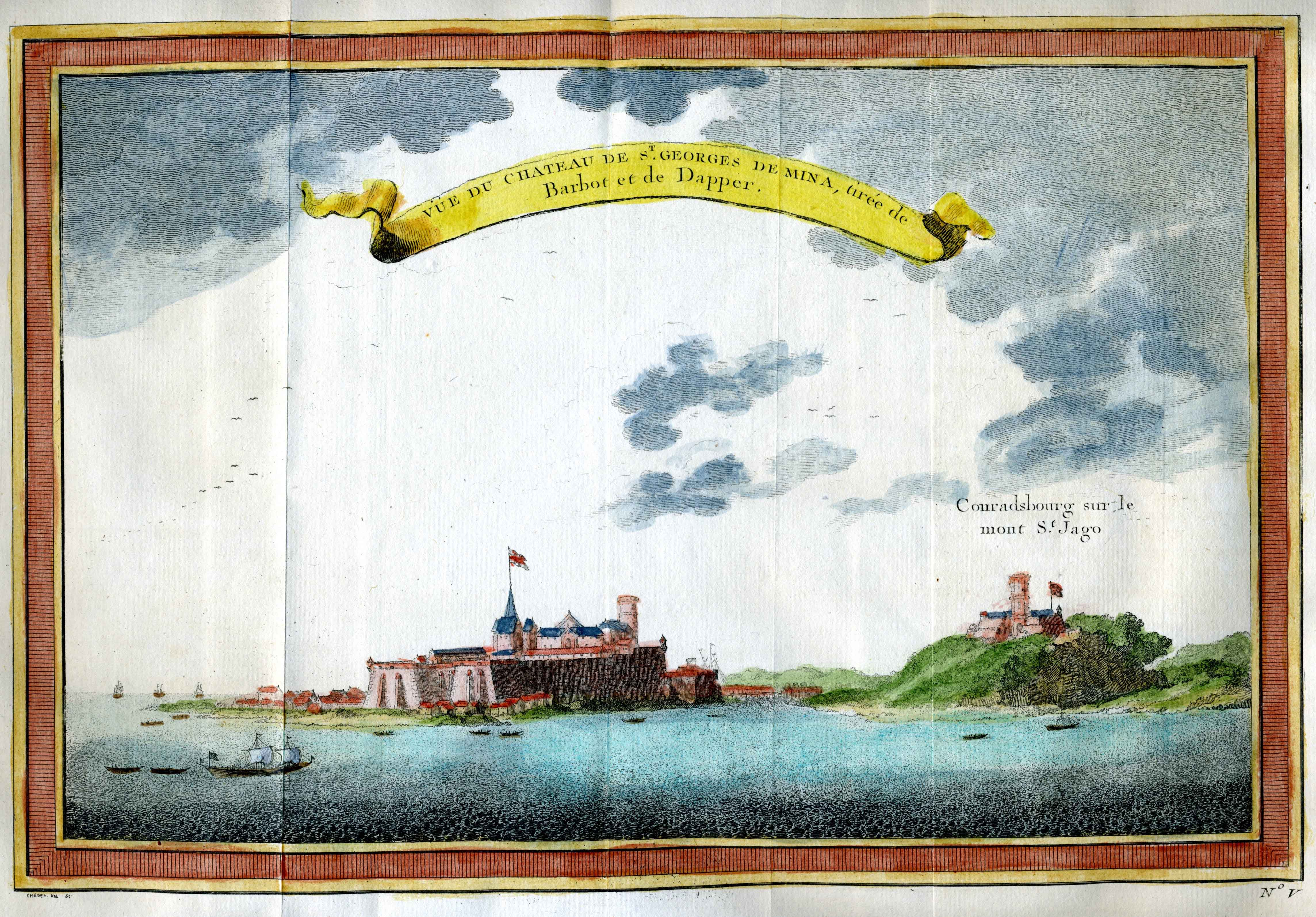
Fortaleza de São Jorge da Mina e Castelo no monte de S. Tiago, 1750

Em 1541 Arruda acompanha Benedetto da Ravenna a Mazagão quando este aí concebeu a reconfiguração das edificações fortificadas, uma iniciativa que viria a colocar Portugal "a par da última palavra em matéria de fortificação" (neste processo também participaram Diogo de Torralva e João de Castilho, este último como construtor). Trabalha em Tânger e Ceuta (1543), nas fortalezas da Ilha de Moçambique (Fortaleza de São Sebastião ) e da Baía de Todos os Santos (1546). Em 1548 concebe e dirige a empreitada de construção da Fortaleza de S. Jorge da Mina, incluindo uma grande cisterna idêntica à de Mazagão. Devido à sua competência e sucesso no empreendimento de S. Jorge da Mina, em dezembro desse mesmo ano é designado «mestre das obras das fortalezas do continente e ultramar». A culminar a sua vasta atividade no âmbito da arquitetura militar deve destacar-se o Forte de São Julião da Barra (1553-1568), localizado na ponta de São Gião, na margem direita do estuário do rio Tejo; segundo o historiador de arte Rafael Moreira, trata-se de uma das obras-primas da arquitetura portuguesa, "à altura das melhores criações do século XVI".

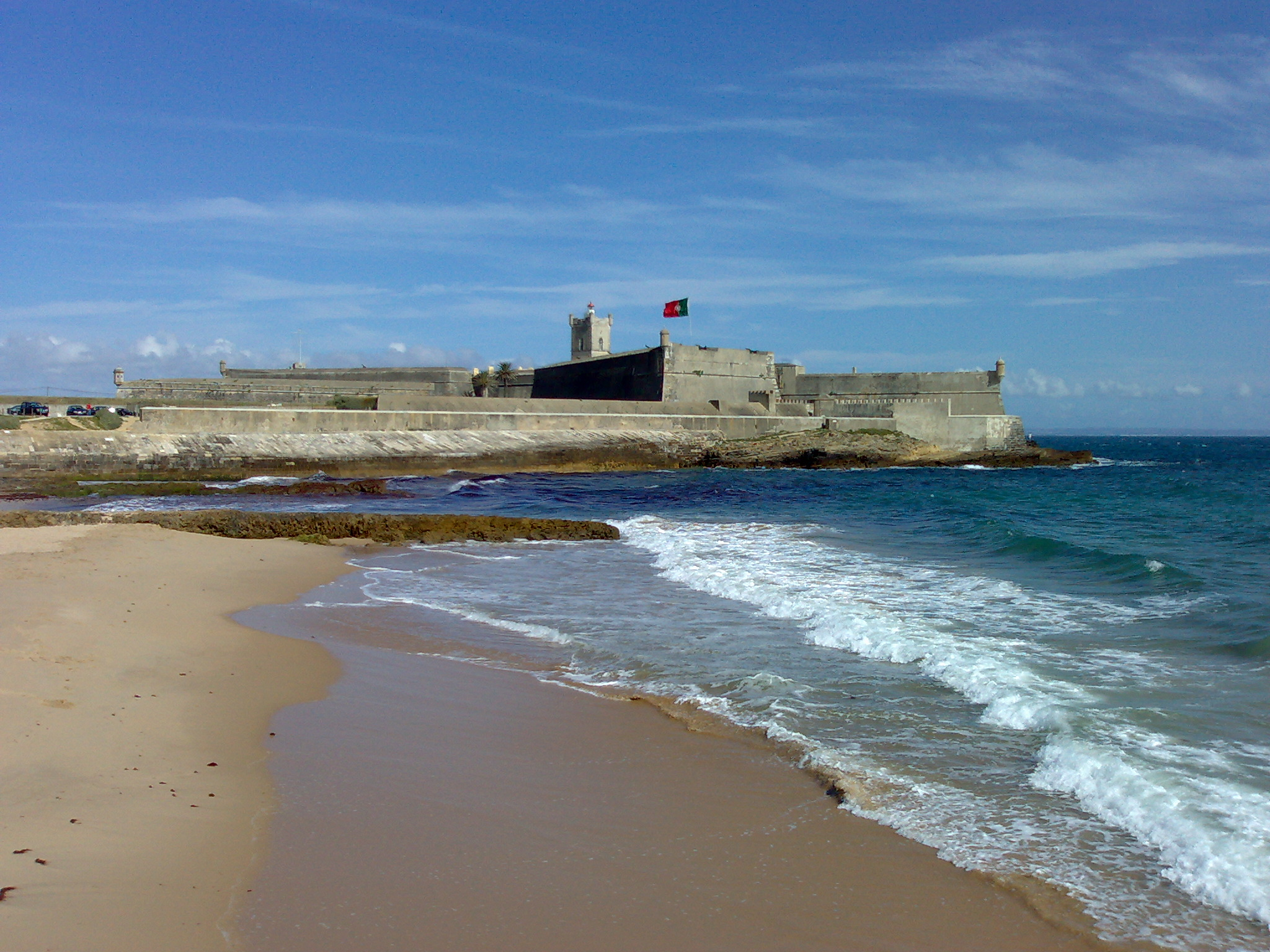
Forte de São Julião da Barra

Em 1548 assume as funções de arquiteto das obras alcobacenses, para a qual provavelmente desenhou a atual Sala dos Reis. Desta mesma fase é a Capela palatina de Salvaterra de Magos (pertencente ao antigo Paço de Salvaterra de Magos, também da sua traça, de que só restam a capela e a falcoaria), "que combina o sistema de planta centralizada provido de cúpula com um tratamento espacial já de recorte palladiano", e apresenta inequívocas semelhanças com a Capela de Bom Jesus de Valverde. Contemporânea desta capela é o açougue da cidade de Beja (mais tarde adaptada e hoje a Igreja da Misericórdia de Beja ), que Vítor Serrão atribui também à traça de Miguel de Arruda. Segundo esse historiador esta edificação recria o espaço das igrejas-salão clássicas e poderá ter aberto o caminho às hallenkirshen portuguesas da segunda metade do sáculo XVI, "onde o estilo chão e a aceitação dos módulos maneiristas passam a impor, pela sua funcionalidade e distorção do «clássico», um novo sistema construtivo, doravante dominador".
É consensual a atribuição a Miguel de Arruda de um papel determinante na configuração daquele que seria classificado por George Kubler de Estilo Chão (c. 1580-1680), uma tipologia arquitetónica caracterizada por um apurado sentido clássico e despojamento decorativo que reflete aspetos inerentes à arquitetura militar (área em que Arruda foi uma figura de referência). Miguel de Arruda foi autor da Igreja da Misericórdia de Santarém (1559), "espaço de templo-salão em que o sentido monumental das proporções ligado ao sistema de cobertura e ao despojado perfilhamento das colunas toscanas […] nos revela esse não-escondido utilitarismo de signo militar".
Vários indícios permitem deduzir a sua ligação à corte, onde terá desempenhado um papel teórico e didático, esboçando soluções para uma grande diversidade de edificações, tendo sido responsável por importantes obras de iniciativa régia durante o reinado de D. João III. Estará na origem da tipologia e, provavelmente, da traça, das novas sés edificadas nesse reinado, que obedecem a princípios comuns (todas elas são igrejas-salão, com três naves de igual altura e abóbada única de nervuras, onde predomina um despojamento de feição militar), o que pressupõe uma ação coordenada: Sé de Leiria, em geral atribuída a Afonso Álvares (genro de Miguel de Arruda); Sé de Miranda do Douro (onde a figura de Miguel de Arruda se documenta em 1552); Sé de Portalegre (obras a cargo do mestre João Vaz); Sé de Velha Goa, que também poderá ser derivada de desenhos de sua autoria (através do seu discípulo Inofre de Carvalho, residente na India desde 1551, embora a execução tenha estado a cargo de Júlio Simão).
Foi ainda autor do portal principal da Sé de Elvas, encomendado pelo cardeal D. Henrique (1550), da Fonte da Vila de Alter do Chão (1556) e do projeto da Varanda do Grão Prior, na Vila do Crato. Embora sem confirmação, talvez lhe possa ser atribuída a conceção da Igreja de Santa Maria de Estremoz (1556-1562) e de outras igrejas-salão então edificadas no sul de Portugal.

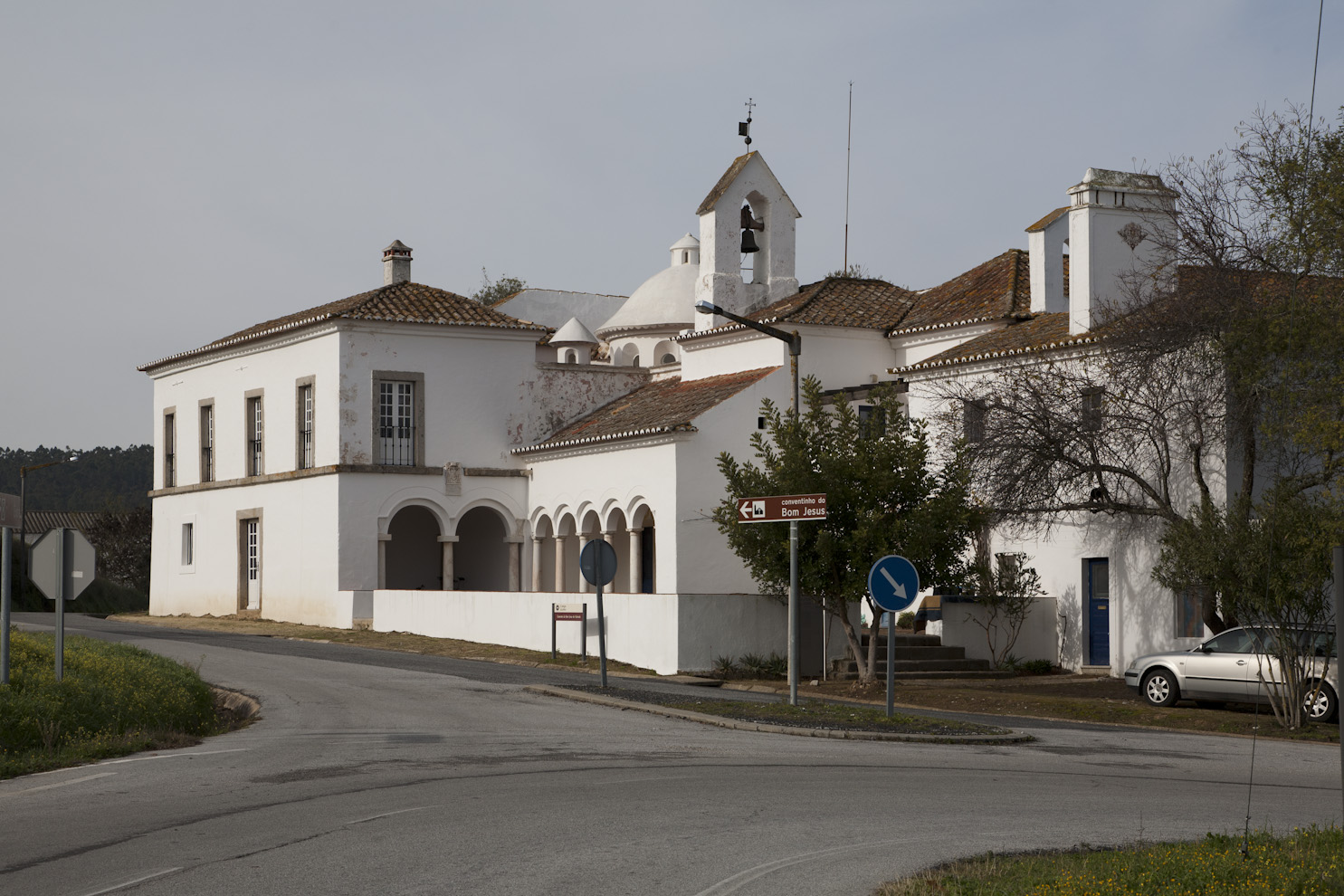
Convento do Bom Jesus de Valverde
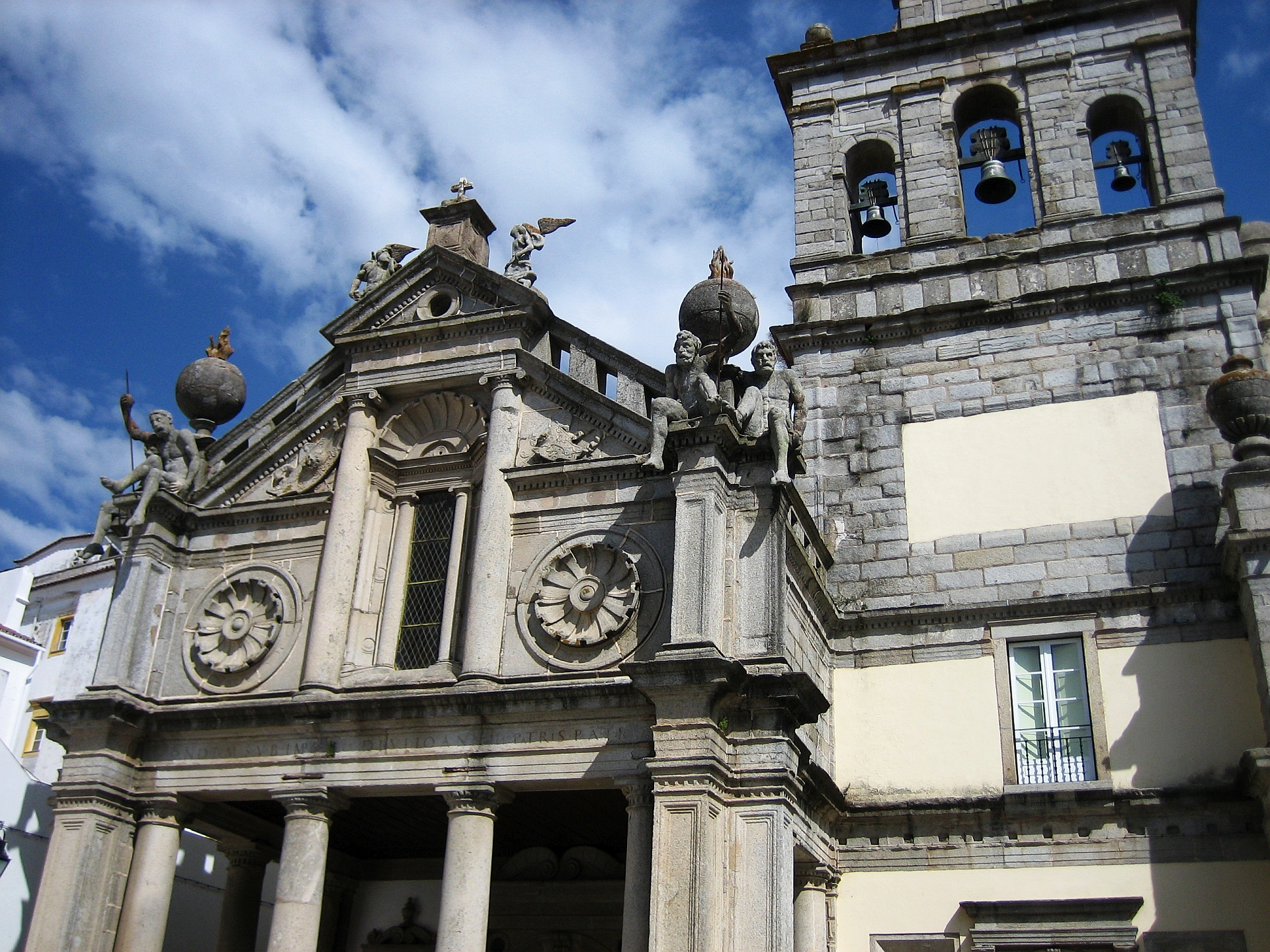
Igreja da Graça, Évora
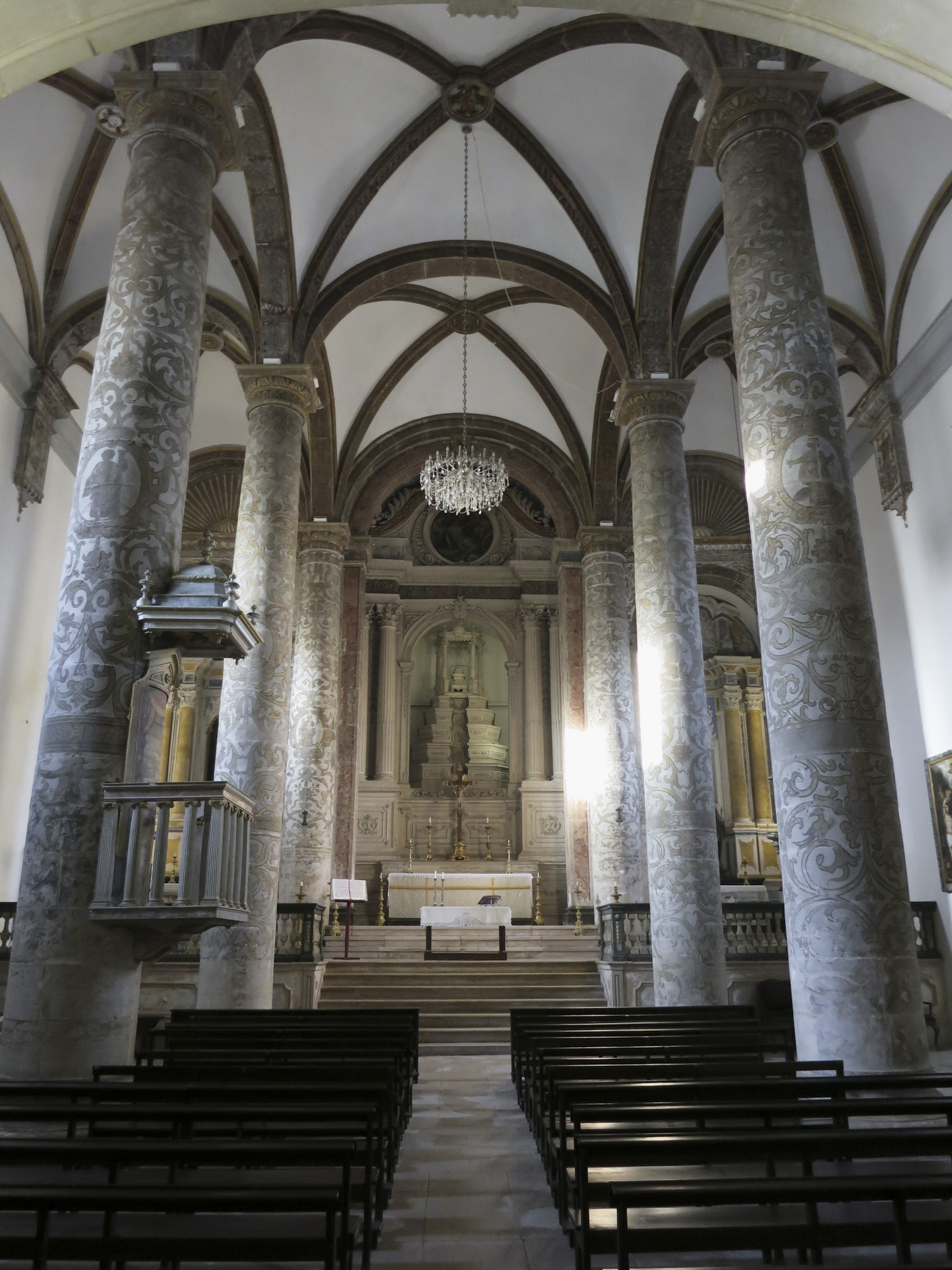
Igreja da Misericórdia de Santarém
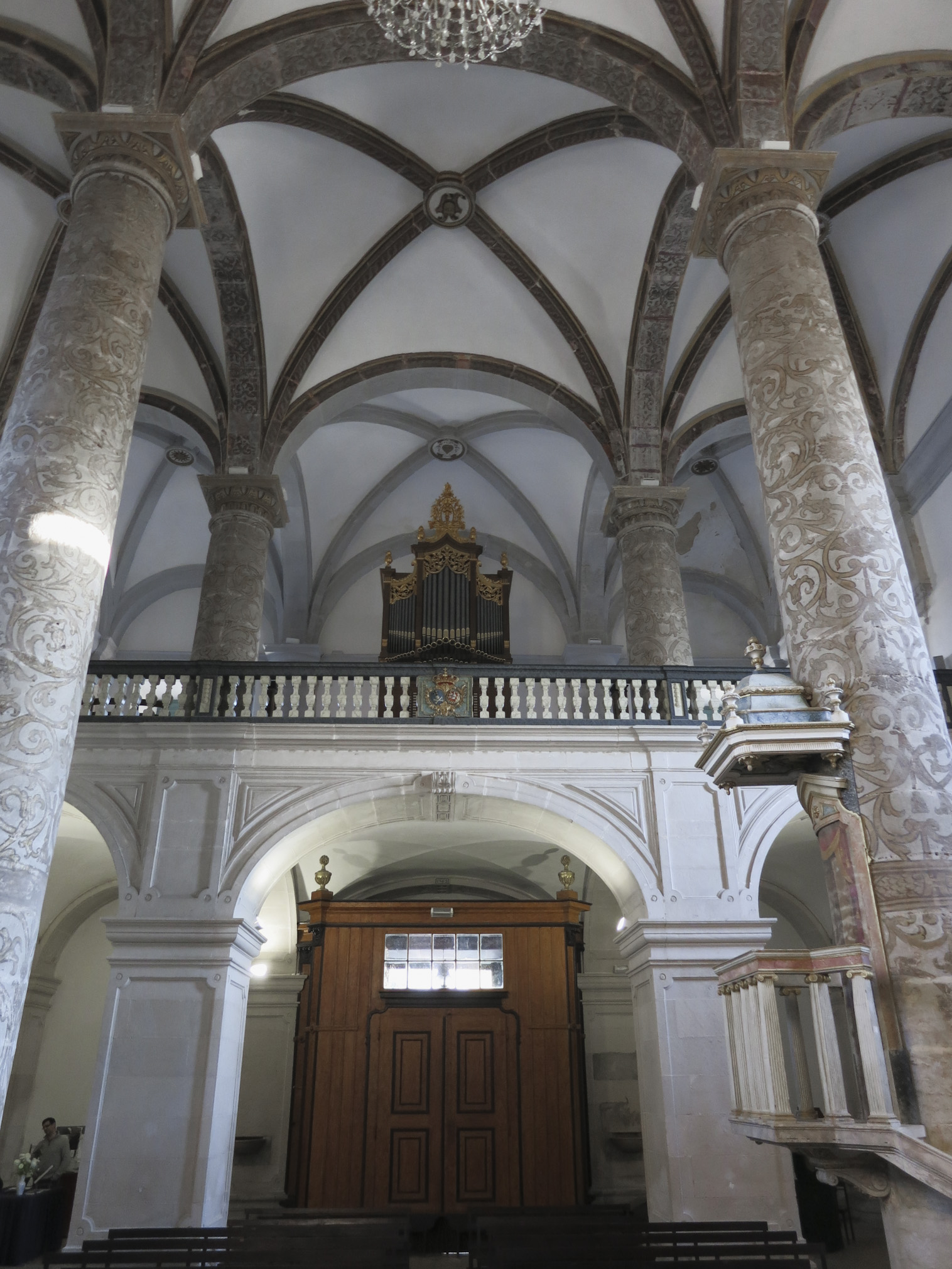
Igreja da Misericórdia de Santarém
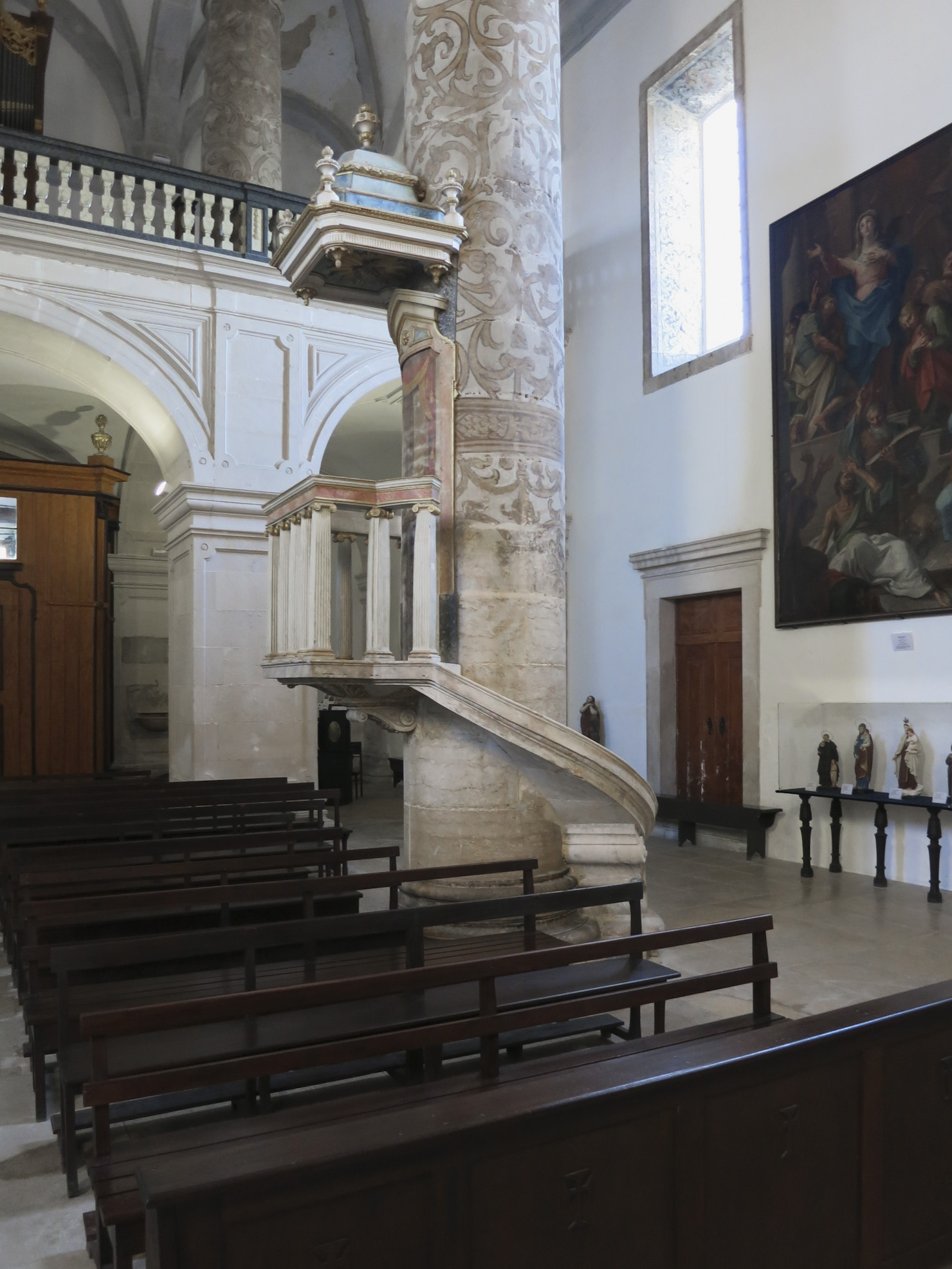
Igreja da Misericórdia de Santarém
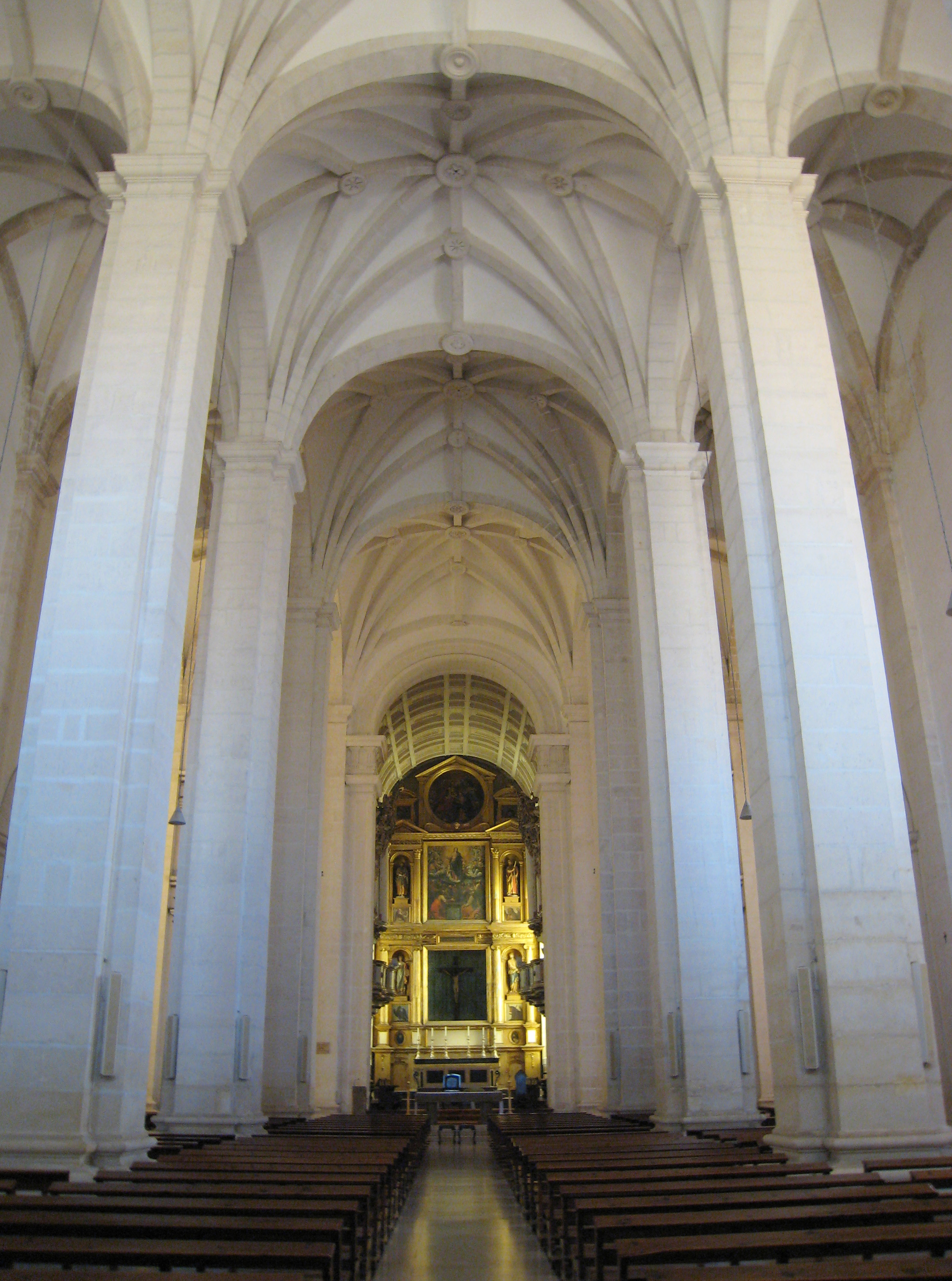
Sé de Leiria